# Псалом 143

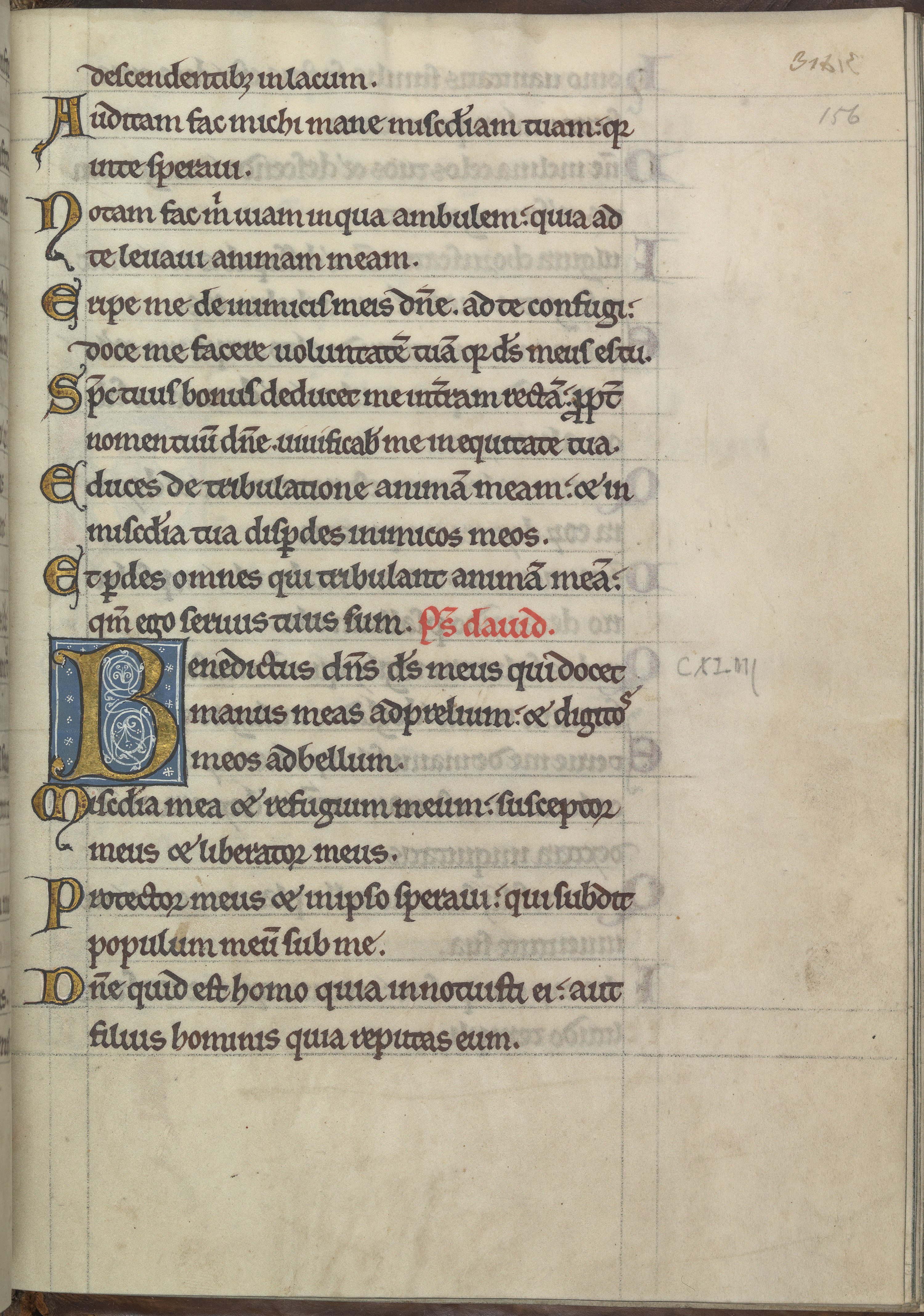
143-й псалом на листе из Псалтири Алиеоноры Аквитанской

Сто со́рок тре́тий псало́м — благодарственный псалом, 143-й псалом из книги Псалтирь (в масоретской нумерации — 144-й). Известен по латинскому инципиту Benedictus Dominus adiutor meus, «Благословенъ Господь Богъ мой». В этом псалме содержится просьба о спасении евреев в битве с иноплеменниками (стих 11), а в завершение описана эпоха мира и процветания (стихи 12—14).

## Текст
Псалом возможно поделить на три части:
I. Молитва о даровании победы (стихи 1—8).
II. Повторная молитва о даровании победы (стихи 9—11).
III. Описание мира и процветания (стихи 12—15).
В греческом тексте речь идёт о временном благополучии грешников (чужого народа), в еврейском — о вечном блаженстве праведников (еврейского народа). Псалом составлен из нескольких псалмов (8, 17, 32, 38, 103), что указывает на то, что псалом подвергнут художественной обработке, а стихи 12—15 являются поздним добавлением к псалму, так как стихи 1—11 написаны от 1-го лица единственного числа (мой, меня), а стихи 12—15 написаны от 1-го лица множественного числа (наши). Псалом надписан как принадлежащий авторству царя Давида, то ли из-за связи с 17-м псалмом, то ли из-за упоминания о Давиде в 10-м стихе 143-го псалма. В надписании в греческом тексте и церковнославянском переводе греческого текста и арамейском переводе греческого текста (Таргуме, в 10-м стихе) упомянут Голиаф.

(Псаломъ Давиду, къ голiаѳу)

Благословенъ Господь Богъ мой,

научаяй руцѣ мои на ополченiе, персты моя на брань.

Милость моя и прибѣжище мое,

заступникъ мой и избавитель мой,

защититель мой и на Него уповахъ:

повинуяй люди моя подъ мя.

Господи, что есть человѣкъ, яко познался еси ему? Или сынъ человѣчь, яко вмѣняеши его?

Человѣкъ суетѣ уподобися: днiе его яко сѣнь преходятъ.

Господи, преклони небеса, и сниди:

коснися горамъ, и воздымятся:

блесни молнiю, и разженеши я:

посли стрѣлы Твоя, и смятеши я.

Посли руку Твою съ высоты,

изми мя и избави мя от водъ многихъ, изъ руки сыновъ чуждихъ, ихже уста глаголаша суету, и десница ихъ десница неправды.

Боже, пѣснь нову воспою Тебѣ, во псалтири десятоструннѣмъ пою Тебѣ:

дающему спасенiе царемъ, избавляющему Давида раба Своего от меча люта.

Избави мя и изми мя изъ руки сыновъ чуждихъ, ихже уста глаголаша суету, и десница ихъ десница неправды:

ихже сынове ихъ яко новосажденiя водруженая въ юности своей,

дщери ихъ удобрены, преукрашены яко подобiе храма:

хранилища ихъ исполнена, отрыгающая от сего въ сiе:

овцы ихъ многоплодны, множащыяся во исходищихъ своихъ:

волове ихъ толсти:

нѣсть паденiя оплоту, ниже прохода, ниже вопля въ стогнахъ ихъ.

Ублажиша люди, имже сiя суть:

блажени людiе, имже Господь Богъ ихъ.
— Пс. 143

## Толкование
I. Хвала-1 (стихи 1—2):
а) «Благословен Господь, твердыня моя, научающий руки мои битве и персты мои брани»;
б) Господь:
1. «милость моя»,
2. «и ограждение моё»,
3. «прибежище моё»,
4. «и избавитель мой»,
5. «щит мой»,
6. «и я на Него уповаю»,
7. «Он подчиняет мне народ мой».

II. Размышление (стихи 3—4):
а) «Господи, что есть человек, что Ты знаешь о нём?»;
б) «и сын человеческий, что обращаешь на него внимание»;
в) «человек подобен дуновению; дни его как уклоняющаяся тень».
III. Мольба-1 (стихи 5—8):
а) «Господи, приклони небеса Твои»;
б) «и сойди, коснись гор, и воздымятся»;
в) «блесни молниею и рассей их»;
г) «пусти стрелы Твои и расстрой их»;
д) «простри с высоты руку Твою»;
е) «избавь меня и спаси меня от вод многих, от руки сынов иноплеменных»:
1. «которых уста говорят суетное»,
2. «и которых десница — десница лжи».

IV. Мольба-2 (стихи 9—11):
а) «Боже, новую песнь воспою Тебе, на десятиструнной псалтири воспою Тебе»;
б) «дарующему спасение царям и избавляющему Давида, раба Твоего, от лютого меча»;
в) «избавь меня и спаси меня от руки сынов иноплеменных»:
1. «которых уста говорят суетное»,
2. «и которых десница — десница лжи».

V. Награда (стихи 12—14):
а) «да будут сыновья наши, как разросшиеся растения в их молодости»;
б) «дочери наши, как искусно изваянные столпы в чертогах»;
в) «да будут житницы наши полны, обильны всяким хлебом»;
г) «да плодятся овцы наши тысячами и тьмами на пажитях наших»;
д) «да будут волы наши тучны»;
е) «да не будет ни расхищения, ни пропажи»;
ж) «ни воплей на улицах наших».
VI. Хвала-2 (стих 15):
а) «блажен народ, у которого это есть»;
б) «блажен народ, у которого Господь есть Бог».
Пятый стих
Новая Женевская Библия: «Приклони небеса Твои» — образное выражение, подразумевающее отклик Господа на молитву о помощи.
Седьмой стих
Палладий (Пьянков): «Избиви мя от вод многих» — от «множества врагов» (Феодорит), или «от беспорядочного, нестройного, стремительного нападения врагов» (Златоуст). «Из руки сынов чуждих» — «чуждими сынами, мне кажется, пророк называет людей, отчуждившихся от истины… тех, которые живут порочно, любят неправду, произносят безумные речи, не говорят ничего полезного» (Златоуст). Афанасий под «сынами чуждыми» разумеет неверных иудеев.
Новая Женевская Библия: «Спаси меня от вод многих» — невзгоды и испытания уподобляются в Библии бурным водам, символизирующим космические силы хаоса и разрушения.
Восьмой псалом
Профессор Лопухин: «Которых уста говорят суетное и которых десница — десница лжи» — характеристика филистимлян.
Одиннадцатый стих
Новая Женевская Библия: «Спаси меня от руки сынов иноплеменных» — угроза, защиты от которой просит у Господа псалмопевец, исходит от одного из соседних с Израилем народов.

## Богослужебное использование
Католицизм
По уставу святого Бенедикта 143-й псалом поют на вечерни пятницы.
Православие
Целиком 143-й псалом поют после начальных молитв при чине освящения воинского знамени при благословении на брань, во время Великого поста, в среду Страстной седмицы, при чтении Псалтири от недели Антипасхи до отдания Воздвижения Креста, после отдания Воздвижения Креста, до отдания праздника Богоявления на утрени пятницы, в праздник Благовещения Пресвятой Богородицы. Отдельные стихи псалма поют по разным случаям.
143:1 «Благословен Господь, твердыня моя, научающий руки мои битве и персты мои брани» поют на великой вечерне во время благодарственной службы Богу о победе русских войск над шведами под Полтавой.
Иудаизм
143:15 «блажен народ, у которого это есть. Блажен народ, у которого Господь есть Бог» произносят в начале утреннего субботнего богослужения, также в молитве «Ашрей», в Слихот поста Гедалии.

### Литература

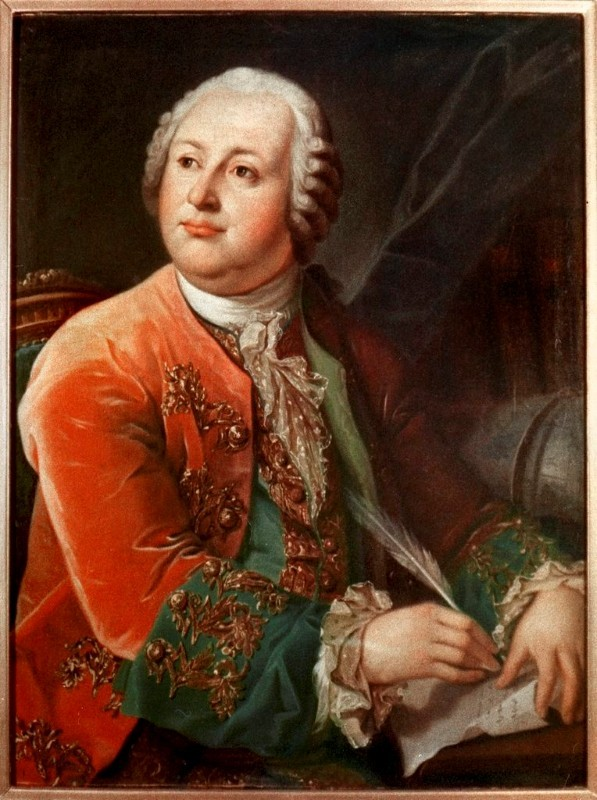
М. В. Ломоносов

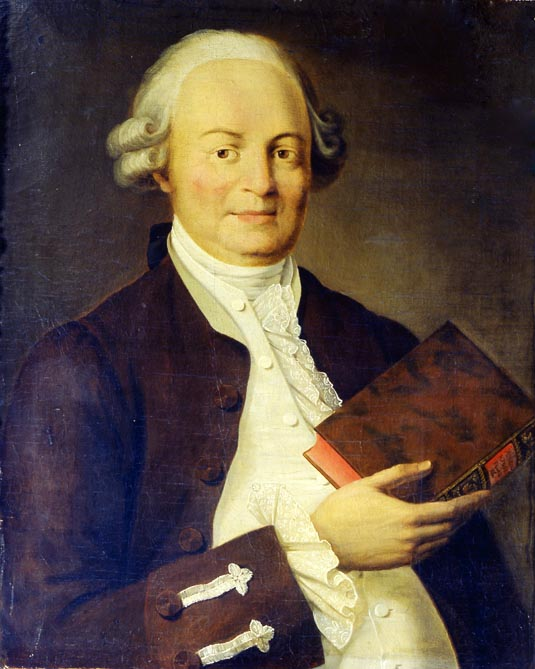
В. К. Тредиаковский

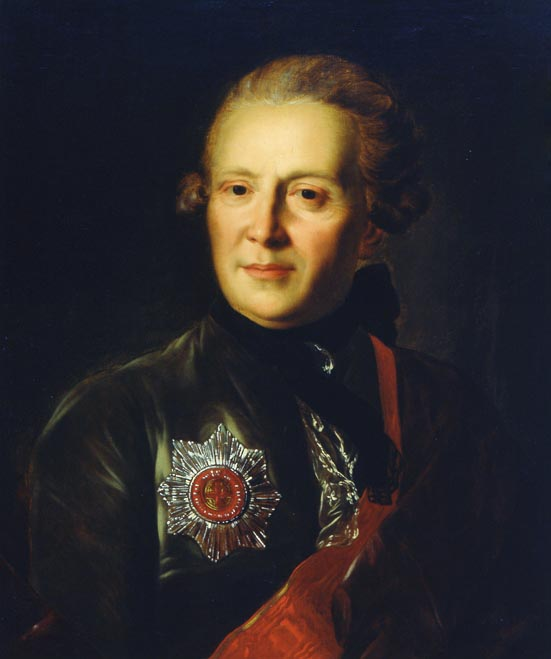
А. П. Сумароков

## Рецепция